# Сардіс (Огайо)
Сардіс (англ. Sardis) — переписна місцевість (CDP) у США, в окрузі Монро штату Огайо. Населення — 522 особи (2020).

## Географія
Сардіс розташований за координатами 39°37′37″ пн. ш. 80°54′20″ зх. д. / 39.62694° пн. ш. 80.90556° зх. д. (39.626830, -80.905603).  За даними Бюро перепису населення США в 2010 році переписна місцевість мала площу 3,19 км², уся площа — суходіл.

## Демографія
Згідно з переписом 2010 року, у переписній місцевості мешкало 559 осіб у 259 домогосподарствах у складі 169 родин. Густота населення становила 175 осіб/км².  Було 283 помешкання (89/км²).
Расовий склад населення:
| - 97,9 % — білих - 0,4 % — корінних американців - 0,4 % — чорних або афроамериканців |

До двох чи більше рас належало 1,4 %. Частка іспаномовних становила 0,0 % від усіх жителів.
За віковим діапазоном населення розподілялося таким чином: 19,0 % — особи молодші 18 років, 59,0 % — особи у віці 18—64 років, 22,0 % — особи у віці 65 років та старші. Медіана віку мешканця становила 45,9 року. На 100 осіб жіночої статі у переписній місцевості припадало 92,8 чоловіків;  на 100 жінок у віці від 18 років та старших — 88,0 чоловіків також старших 18 років.
Середній дохід на одне домашнє господарство  становив 43 948 доларів США (медіана — 43 083), а середній дохід на одну сім'ю — 48 765 доларів (медіана — 48 500). Медіана доходів становила 52 969 доларів для чоловіків та 24 559 доларів для жінок. За межею бідності перебувало 6,9 % осіб, у тому числі 19,0 % дітей у віці до 18 років та 0,0 % осіб у віці 65 років та старших.
Цивільне працевлаштоване населення становило 186 осіб. Основні галузі зайнятості: роздрібна торгівля — 23,1 %, виробництво — 18,8 %, транспорт — 16,7 %, фінанси, страхування та нерухомість — 15,6 %.